# Dazkırı
Dazkırı ist eine Stadt und ein Landkreis der türkischen Provinz Afyonkarahisar. Die Stadt liegt etwa 110 Kilometer südwestlich der Provinzhauptstadt Afyonkarahisar und beherbergt mehr als 52 Prozent der Landkreisbevölkerung.
Der Landkreis liegt im Südwesten der Provinz. Er grenzt im Nordosten an Evciler, im Südosten an Başmakçı und im Westen an die Provinz Denizli. Durch die Stadt und den Landkreis verläuft von Südwesten nach Nordosten die Fernstraße D 320 von der Westküste über Aydın kommend nach Dinar. Im Süden des Landkreises liegt ein Teil des Sees Acıgöl, in dem in großen Mengen Natriumsulfat abgebaut wird.

Neben der Kreisstadt gibt es im Kreis noch 16 Dörfer (Köy) mit einer durchschnittlichen Bevölkerung von 347 Einwohnern. Vier Dörfer haben mehr Einwohner als der Durchschnitt Yüreğil (1471 Einwohner), Karaağaçkuyusu (1185), Kızılören (746) und Bozan (407.). Die Bevölkerungsdichte (28,6 Einw. je km²) erreicht mehr als die Hälfte des Provinzwertes.